# Großglockner
Großglockner ( [ˈɡʀoːsˌɡlɔknɐ]; 3798 m n. m.) je nejvyšší hora Rakouska, která se nachází ve skupině Glockner patřící do Vysokých Taur a na hranici spolkových zemí Korutany a Tyrolsko. Do roku 1920 byl oficiálně nejvyšší horou Rakousko-uherské monarchie Ortler (3905 m n. m.) na území jižního Tyrolska, které na základě Saintgermainské mírové smlouvy, podepsané 10. září 1919 v Saint-Germain-en-Laye poblíž Paříže a upravující zánik rakouské části  Rakousko-Uherska připadlo Itálii.

## Skupina Glocknergruppe
Horská skupina Glockner (Glocknergruppe) je jednou ze sedmi částí, na něž se člení Vysoké Taury. Leží na území Korutan, Tyrolska a Salcburska. 

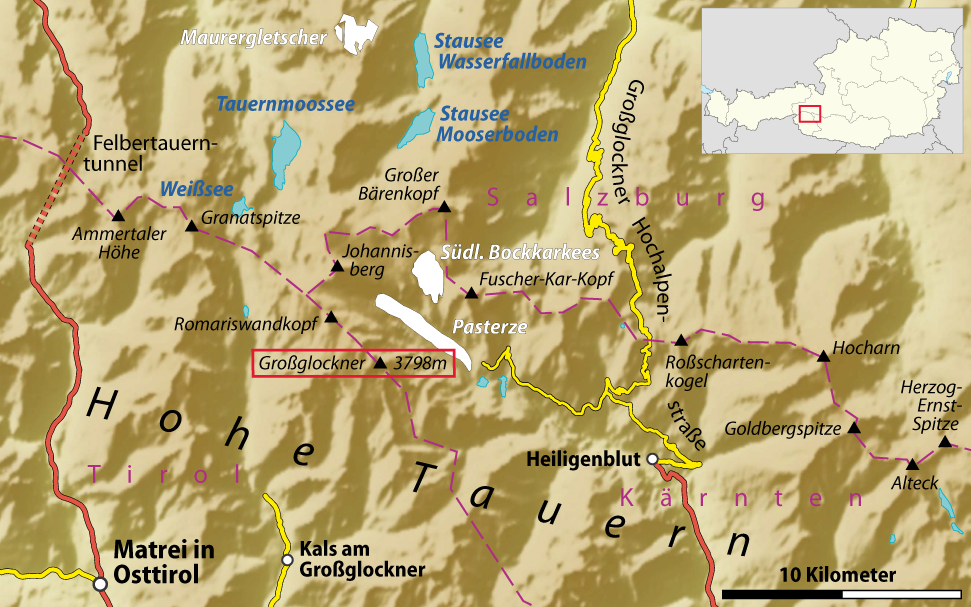
Horská skupina Glocknergruppe ve Vysokých Taurách

Na severu je ohraničena řekou Salzach. Na západě ji od skupiny Granatspitzen odděluje Stubachtal a od skupiny Venedigeru Tauerntal. Jižní hranicí tvoří Kalser Tal a Leitertal. Z východu ji uzavírá sedlo Hochtor, Seidlwinkl a Rauristal. K významným horám patří kromě Großglockneru také Großes Wiesbachhorn (3564 m), Johannisberg (3453 m), Hoher Riffl (3338 m), Fuscherkarkopf (3331 m), Kitzsteinhorn (3203 m). Skupina Glockner patří k nejvíce vyhledávaným oblastem rakouských Alp, nejznámějším střediskem je Kaprun. Velká část skupiny náleží do Národního parku Vysoké Taury (Nationalpark Hohen Tauern). Jádro parku tvoří původní alpské oblasti. Mohutné a vysoké vrcholy, kterým vévodí Grossglockner (3798 m n. m.) a Großvenediger (3674 m n. m.), strmé skalní stěny, oblasti věčného ledu (celkem 169 ledovců) a ledovcové řeky a říčky určují charakter této krajiny. Rostlinná říše v tomto národním parku je nesmírně bohatá, se širokým spektrem různých druhů a stejně jako veškerá zvířena je velice přísně chráněna. Jedním z divů této oblasti je pryskyřník ledovcový, který přežívá nejen na ledovcových morénách, ale je ho možné spatřit dokonce i na vrcholu Grossglockneru. Ze stromů dosahují borovice limba a modřín stáří až 1000 let. Žijí zde kamzíci, svišti, kozorožci i alpští mloci. Je zde možné spatřit i orlosupa bradatého a orla skalního.

## Masiv Grossglockneru
Tento mohutný a rozsáhlý masiv, který je s vrcholem 3798 m n. m. vysokého Grossglockneru nejvyšší v celých Východních Alpách, je tvořen z mnoha druhů hornin.
Masiv Grossglockneru je tvořen z ruly, na povrchu je však rula doprovázena místy i poměrně mocnými vrstvami břidlice. Velice rozšířený je výskyt kombinace vápenec s břidlicí a slída.
Jádro masivu Grossglockneru je tvořeno ledovcem Pasterze. Ledovec má plochu 19,5 km² a je co se týká velikosti povrchu největším ledovcem Východních Alp. Je to údolní ledovec dlouhý 9,5 km. Je napájen jinými ledovci, které stékají z okolí vrcholu Johannisberg a obou vrcholů Burgstall. Ledovec končí nad nádrží Margaritzen-Stausee, kde jsou zachycovány jeho vody. Ledovec Pasterzenkees je pod chatou Hofmannshütte široký 1,5 km a jeho mocnost zde dosahuje 250 m. Rychlost pohybu ledovce je okolo 100 m za rok. Dnes se odhaduje celkový objem hmoty ledovce na 2 km³. V minulém století byla však tato hodnota minimálně o třetinu větší. Významný rakouský glaciolog Paschinger dokonce odhadl, že v roce 1856 byl ledovec dlouhý 11 km a jeho povrch byl 36 km². To znamená, že povrch ledovcových hmot dosahoval až téměř k dnešní vyhlídce Kaiser Franz Josefs Höhe.

## Výstupy
Štíhlá, ledovcovo-skalnatá pyramida v bočním výběžku hlavního alpského hřebene připomíná svým tvarem zvon (die Glocke znamená německy „zvon“). Jako první vystoupil na vrchol Großglockneru 28. července 1800 pětičlenný tým z početné expedice, která byla zorganizována na popud biskupa Franz-Xavera Salm-Reifferscheida z korutanské diecéze Gurk. Členy vrcholové skupiny byli bratři Martin a Sepp Klotzovi, farář Horasch a dva tesaři. Dnes vede na Großglockner řada horolezeckých výstupů. Kromě zpravidla přelidněné normální cesty jsou velmi populární horolezecké výstupy:
- Pallaviciniho kuloár, klasická ledová túra, sklon cca 55°[1][2] (touto cestou byl i sjet na lyžích, mj. Ivou Filovou jako první ženou)
- Stüdlgrat, klasická skalní a kombinovaná túra, podle podmínek[3]
- Mayerlrampe[4]

## Galerie

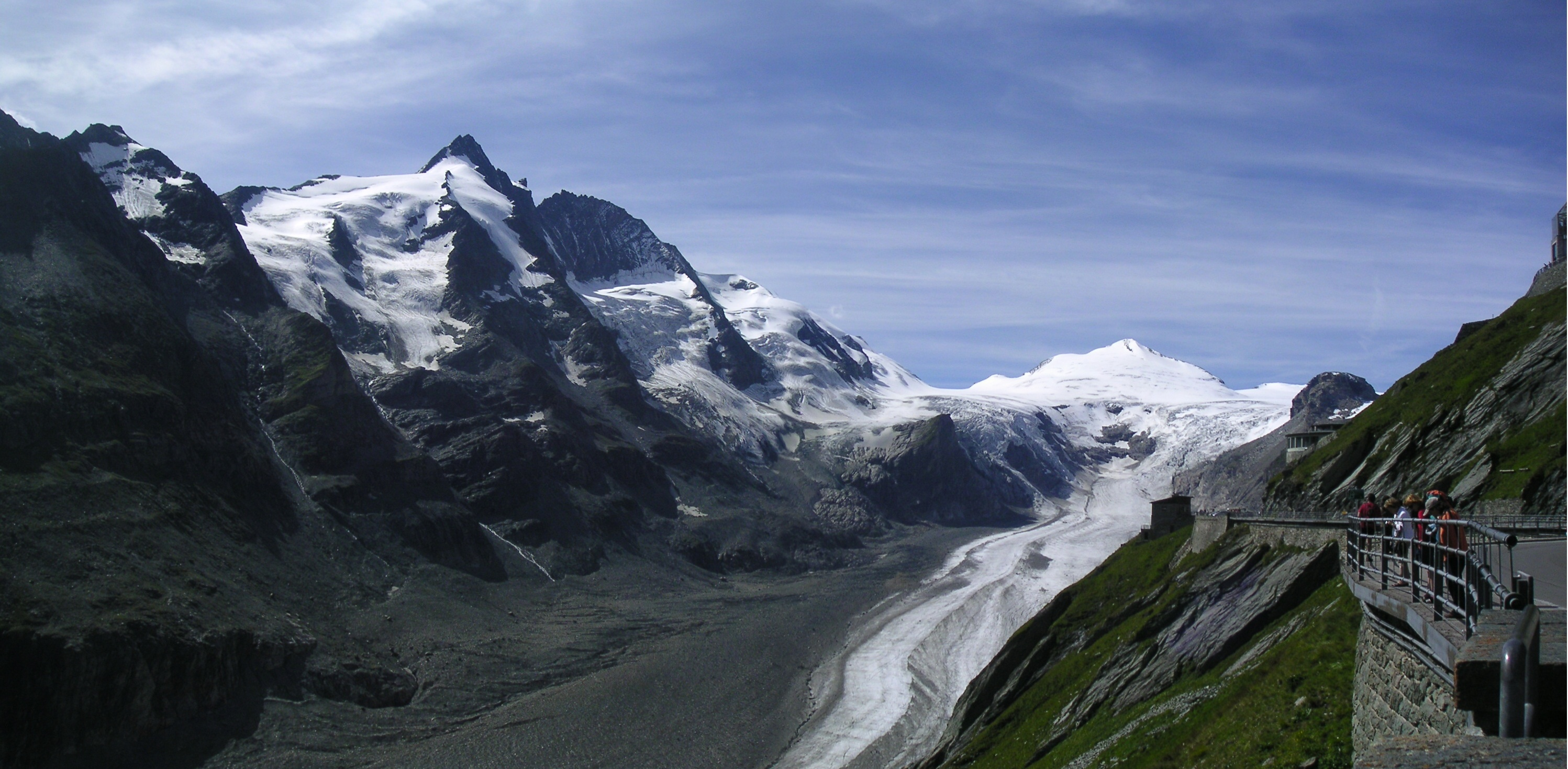
Od vyhlídky Kaiser Franz Josefs Höhe

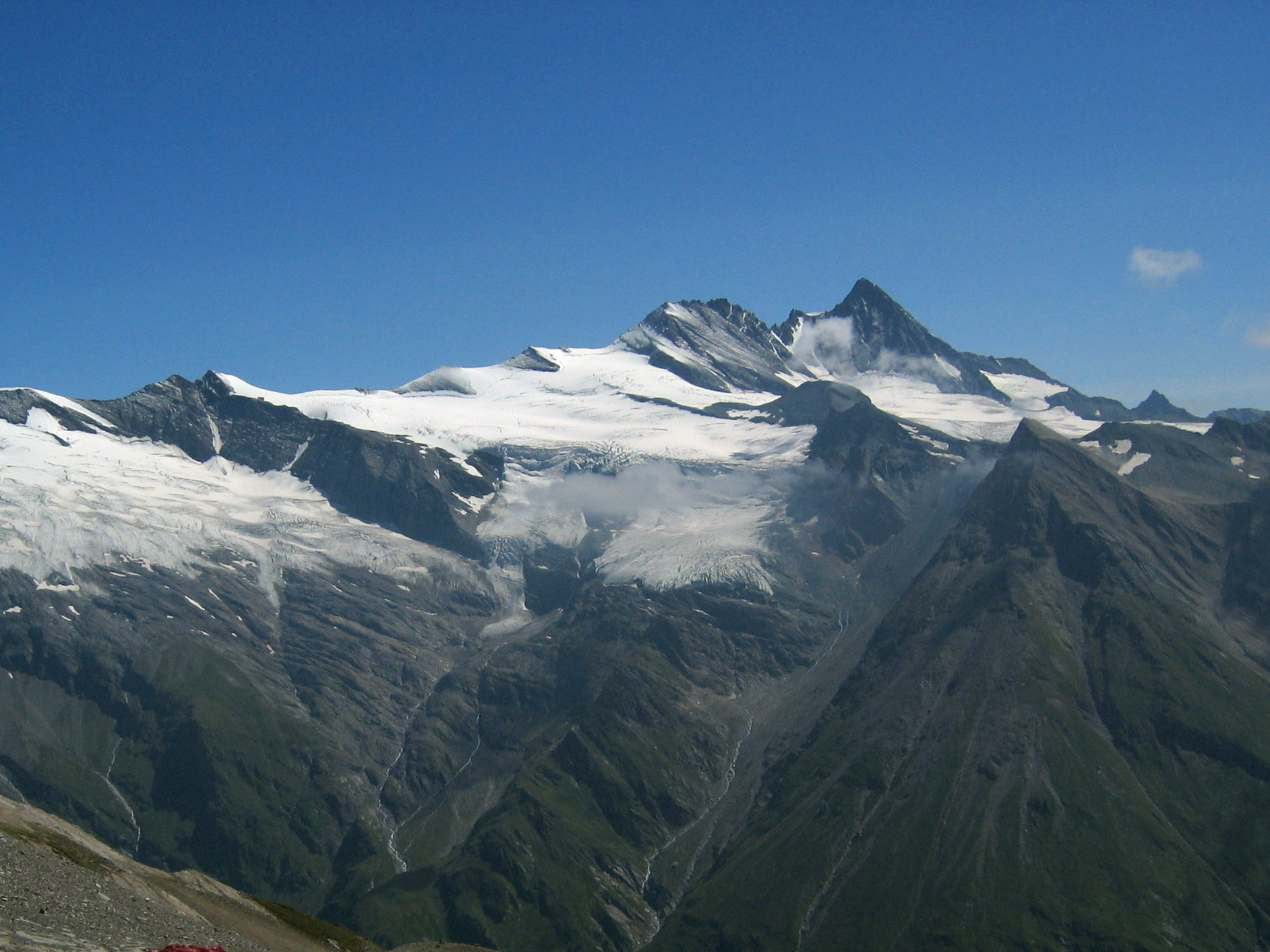
Grossglockner z jihozápadu

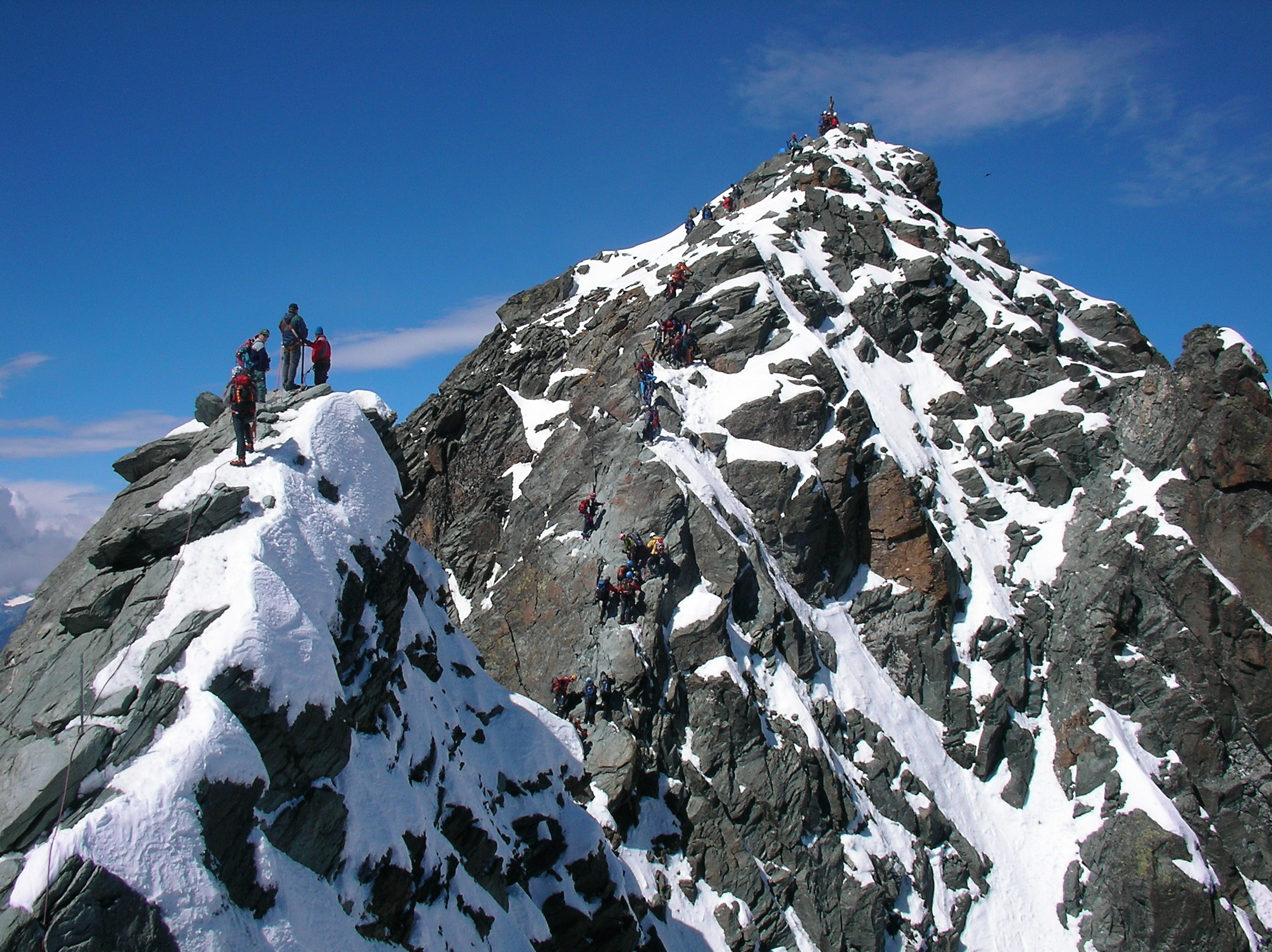
Kleinglockner a Grossglockner

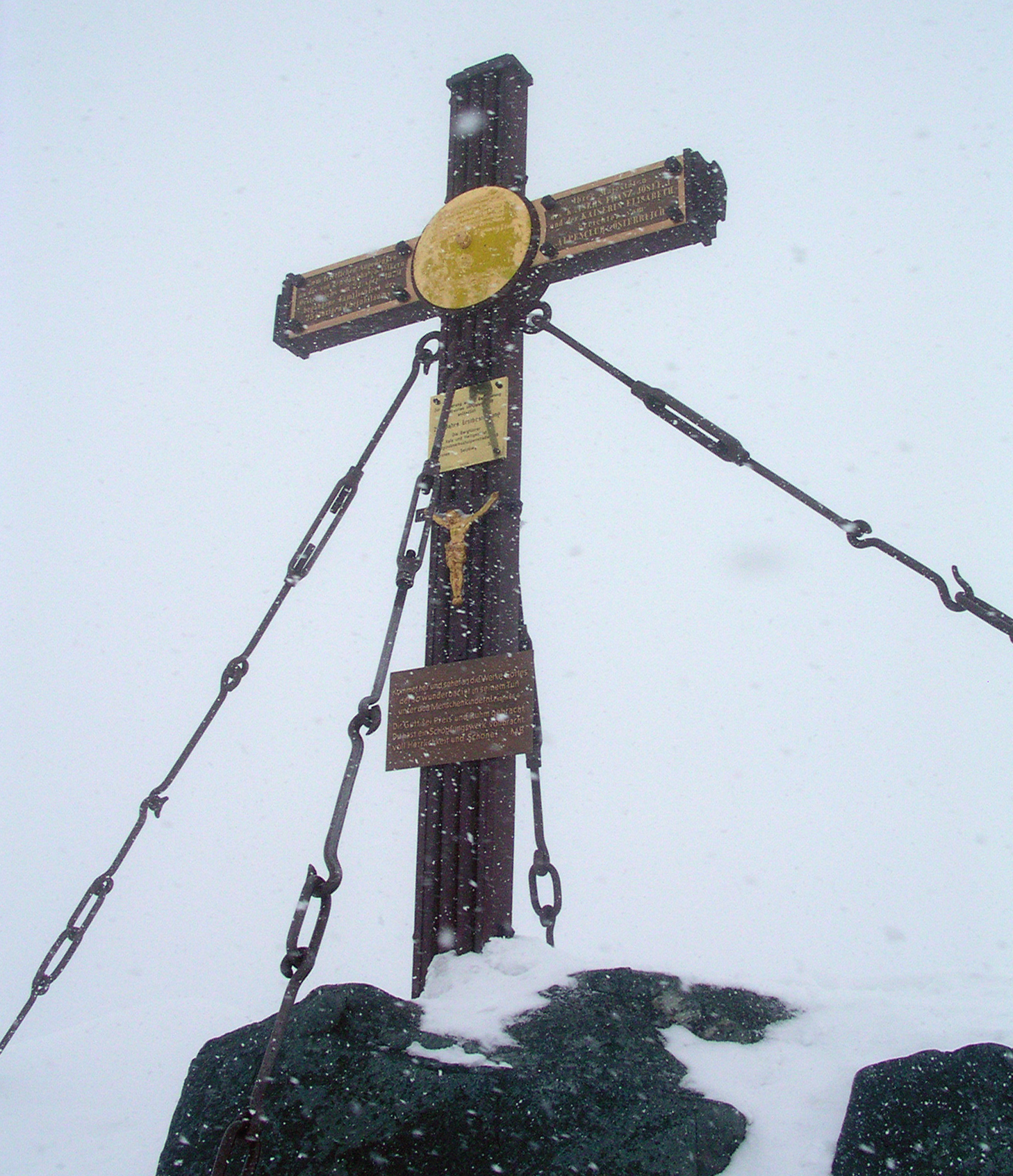
Vrcholový kříž

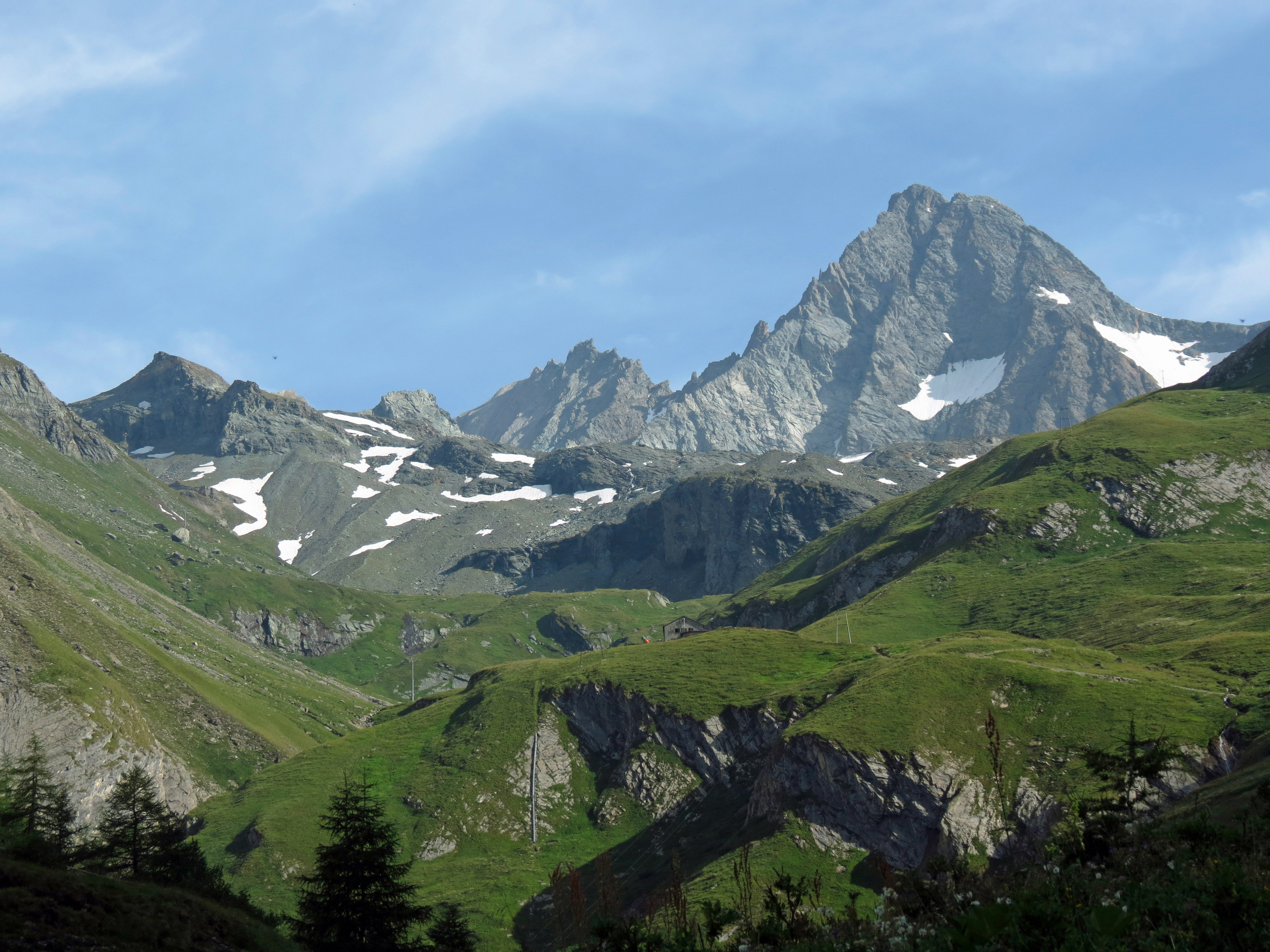
Grossglockner s pohledem na hřeben Stüdlgrat